# Babenhausen (Schwaben)
Babenhausen település Németországban, azon belül Bajorországban. Lakosainak száma 5916 fő (2023. december 31.). Babenhausen Kirchhaslach és Kettershausen községekkel határos.

## Népesség
A település népessége az elmúlt években az alábbi módon változott:
| Lakosok száma | 1850 | 3588 | 3883 | 4630 | 5307 | 5370 | 5518 | 5593 | 5712 | 5916 |
|               | 1875 | 1950 | 1975 | 1987 | 2012 | 2014 | 2016 | 2017 | 2021 | 2023 |